# Maïga Sina Damba
Maïga Sina Damba, née le 16 novembre 1957 à Nioro-du-Sahel, est une femme politique malienne. Elle est notamment ministre de la Promotion de la Femme, de l'Enfant et de la Famille de 2007 à 2011.

## Biographie
Maïga Sina Damba obtient une maîtrise en sciences juridiques à l'École nationale d'administration de Bamako en 1985.
Elle est directrice de l'Appui à la Formation et aux Technologies au Mali (AFOTEC Mali) de 1990 à 1994, présidente fondatrice de l'Association de Formation et d'Appui au Développement de 1994 à 2002, directrice exécutive du Comité de Coordination des Actions des ONG (CCA-ONG) de 1995 à 2002 et secrétaire générale de la CAFO (Coordination des Associations et ONG féminines du Mali) en 2007. 
Elle est membre de la direction du Congrès national d'initiative démocratique et chef de cabinet du ministre de l'Artisanat et du Tourisme de 2002 à 2007. Elle est ministre de la Promotion de la Femme, de l'Enfant et de la Famille du 3 octobre 2007 au 6 avril 2011.
Elle devient par la suite directrice de l'Agence pour la Promotion de l'Emploi des Jeunes (APEJ) d'octobre 2012 à 2014.
Elle est nommée membre du Conseil national de transition le 28 octobre 2022.